# 俵坂番所跡 (佐賀県嬉野市)
俵坂番所跡（たわらざかばんしょあと）は、佐賀県嬉野市にある江戸時代の番所。藩の管轄（口留番所）のため、正しくは「俵坂口留番所」である。戦国時代にすでに番所としての機能があったと伝えられる。
江戸時代になると長崎街道として佐賀藩、大村藩両藩の藩境の要地となり、特にキリシタンの取り締まりが厳しかった。
敷地面積二百余坪、建物は間口4間（7.2m）奥行き7間（3.6m）の構えで侍1名、足軽9名が監視にあたって、通路には門柱が建てられ、その両脇には竹の柵が巡らされていた。
明治維新を迎え、1871年（明治4年）の廃藩置県によって廃止された。